# Шдихірі
Шдихірі (груз. შდიხირი) — село в Грузії.
За даними перепису населення 2014 року в селі проживає 6 осіб.